# Biała (gromada w powiecie janowskim)
Biała – dawna gromada, czyli najmniejsza jednostka podziału terytorialnego Polskiej Rzeczypospolitej Ludowej w latach 1954–1972.
Gromady, z gromadzkimi radami narodowymi (GRN) jako organami władzy najniższego stopnia na wsi, funkcjonowały od reformy reorganizującej administrację wiejską przeprowadzonej jesienią 1954 do momentu ich zniesienia z dniem 1 stycznia 1973, tym samym wypierając organizację gminną w latach 1954–1972.
Gromadę Biała z siedzibą GRN w Białej (obecnie są to dwie wsie: Biała Pierwsza i Biała Druga) utworzono – jako jedną z 8759 gromad na obszarze Polski – w powiecie kraśnickim w woj. lubelskim na mocy uchwały nr 10 WRN w Lublinie z dnia 5 października 1954. W skład jednostki weszły obszary dotychczasowych gromad Biała Ordynacka I, Biała Ordynacka II, Biała Poduchowna, Pikule, Ruda, Szklarnia i Zofianka Górna ze zniesionej gminy Kawęczyn w tymże powiecie. Dla gromady ustalono 27 członków gromadzkiej rady narodowej.
1 stycznia 1956 gromada weszła w skład reaktywowanego powiatu janowskiego w tymże województwie.
1 stycznia 1957 do gromady Biała przyłączono miejscowości Łążek Ordynacki, Momoty Jakubowe i Gierłachy z gromady Domostawa w powiecie niżańskim w woj. rzeszowskim.
Gromada przetrwała do końca 1972 roku, czyli do kolejnej reformy gminnej.